# Ong Teng Cheong
Ong Teng Cheong GCMG (chinês:王鼎昌; pinyin: Wáng Dǐngchāng; Pe̍h-ōe-jī: Ông Téng-chhiong; 22 de janeiro de 1936 - 8 de fevereiro de 2002) foi um político e arquiteto de Singapura que foi o quinto presidente de Singapura servindo a seis pessoas mandato anual de 1 de setembro de 1993 a 31 de agosto de 1999 após vencer as eleições presidenciais de Cingapura em 1993. Em 8 de fevereiro de 2002, com a idade de 66 anos, o Sr. Ong morreu durante o sono de linfoma no Hospital Geral de Cingapura.
Quando o ex-presidente Wee Kim Wee deixou o cargo. Ong decidiu não concorrer a um segundo mandato como presidente em 1999, em parte por causa da morte de sua esposa.
Anteriormente membro do governante Partido da Ação Popular (PAP), Ong foi o 4º Vice-Primeiro Ministro de Cingapura de 2 de janeiro de 1985 a 1 de setembro de 1993, quando o ex-vice-primeiro-ministro S. Rajaratnam deixou o cargo. Ong foi vice-primeiro-ministro com o ex-primeiro-ministro Goh Chok Tong.

Ong foi o presidente do Partido de Ação Popular de 5 de janeiro de 1981 a 1 de setembro de 1993, depois que Toh Chin Chye deixou o cargo, e um membro do parlamento pelo Grupo Constituinte de Membro Único de Kim Keat (SMC) de 1991 a 1993. Ele era o Ministério da Força de Trabalho (Cingapura) de 1981 a 1983 e o Ministério da Informação, Comunicações e Artes de 1978 a 1981 antes de renunciar para participar das eleições presidenciais de Cingapura em 1993.